# Samjuel Džonson
Samjuel Džonson (18. septembar 1709 – 13. decembar 1784), često nazivan Dr Džonson, bio je engleski pisac koji je dao trajni doprinos engleskoj književnosti kao pesnik, dramski pisac, esejista, moralista, književni kritičar, biograf, urednik i leksikograf. Bio je pobožni anglikanac. Politički, on je bio posvećeni torijevac. Oksfordski rečnik nacionalne biografije opisuje Džonsona kao „verovatno najistaknutijeg pisca u engleskoj istoriji”. On je tema Džejms Bosvelovog dela Život Samjuela Džonsona, koje je Volter Džekson Bejt opisao kao „najpoznatiji pojedinačni rad biografske umetnosti u čitavoj književnosti”.
Rođen u Ličfildu, Stafordšir, Džonson je pohađao  Pembruk koledž u Okfordu nešto duže od godinu dana, ali ga je nedostatak sredstava prisilio da napusti studije. Nakon što je radio kao nastavnik, preselio se u London, gde je počeo da piše za Džentlmanski magazin. Njegovi rani radovi uključuju biografiju Život gospodina Ričarda Savidža, poeme London i Ispraznost ljudskih želja, i predstavu Irena.
Nakon devet godina rada, Džonsonov Rečnik engleskog jezika objavljen je 1755. godine. On je imao dalekosežan uticaj na savremeni engleski jezik i bio je priznat kao „jedno od najvećih pojedinačnih dostignuća učenosti”. Ovo delo je donelo Džonsonu popularnost i uspeh. Do završetka Oksfordskog engleskog rečnika 150 godina kasnije, Džonsonov je bio najistaknutiji britanski rečnik. Njegovi kasniji radovi uključivali su eseje, uticajno anotirano izdanje Predstava Vilijama Šekspira i široko čitana priča Istorija Raselasa, princa od Abisinije. Godine 1763, on se sprijateljio sa Džejmsom Bosvelom, s kojim je kasnije otputovao u Škotsku. Džonson je opisao njihova putovanja u delu Putovanju do zapadnih ostrva Škotske. Pred kraj svog života, proizveo je masivno i uticajno delo Životi najeminentnijih engleskih pesnika, zbirku biografija i evaluacija pesnika iz 17. i 18. veka.
Džonson je bio visok i robustan čovek. Njegovi čudni gestovi i tikovi bili su uznemirujući za neke ljude pri prvom sastanku sa njim. Bosvelov Život, zajedno sa drugim biografijama, dokumentovao je Džonsonovo ponašanje i manire tako detaljno da je omogućena posthumna dijagnoza Turetovog sindroma, stanja koje nije definisano ili dijagnozirano u 18. veku. Nakon niza bolesti, umro je uveče 13. decembra 1784. godine i sahranjen je u Vestminsterskoj opatiji. U godinama nakon njegove smrti, postala je jasna velčina Džonsonovog dugotrajnog uticaja na književnu kritiku, a prema nekima on jedini zaista veliki kritičar engleske književnosti.

## Napomene
1. ↑  Džonson je bio visok 180 cm (5 stopa 11 inča) kad je prosečna visina ljudi u Engleskoj bila 165 cm (5 stopa 5 inča).[6]

## Literatura
- Ammerman, David (1974), In the Common Cause: American Response to the Coercive Acts of 1774, New York: Norton, ISBN 978-0-393-00787-9.
- Arnold, Matthew (1972),  Ricks, Christopher, ур., Selected Criticism of Matthew Arnold, New York: New American Library, OCLC 6338231
- Bate, Walter Jackson (1977), Samuel Johnson, New York: Harcourt Brace Jovanovich, ISBN 978-0-15-179260-3.
- Bate, Walter Jackson (1955), The Achievement of Samuel Johnson, Oxford: Oxford University Press, OCLC 355413.
- Bloom, Harold (1998), „Hester Thrale Piozzi 1741–1821”,  Ур.: Bloom, Harold, Women Memoirists Vol. II, Philadelphia: Chelsea House, стр. 74—76, ISBN 978-0-7910-4655-5.
- Bloom, Harold (1995), The Western Canon, London: Macmillan, ISBN 978-0-333-64813-1.
- Boswell, James (1969),  Waingrow, Marshall, ур., Correspondence and Other Papers of James Boswell Relating to the Making of the Life of Johnson, New York: McGraw-Hill, OCLC 59269.
- Boswell, James (1986),  Hibbert, Christopher, ур., The Life of Samuel Johnson, New York: Penguin Classics, ISBN 978-0-14-043116-2.
- Clarke, Norma (2000), Dr Johnson's Women, London: Hambledon, ISBN 978-1-85285-254-2.
- Clingham, Greg (1997), „Life and literature in the Lives”,  Ур.: Clingham, Greg, The Cambridge companion to Samuel Johnson, Cambridge: Cambridge University Press, стр. 161—191, ISBN 978-0-521-55625-5
- Davis, Bertram (1961), „Introduction”,  Ур.: Davis, Bertram, The Life of Samuel Johnson, LL. D, New York: Macmillan Company, стр. vii—xxx, OCLC 739445.
- DeMaria, Robert, Jr. (1994), The Life of Samuel Johnson, Oxford: Blackwell, ISBN 978-1-55786-664-6.
- Greene, Donald (1989), Samuel Johnson: Updated Edition, Boston: Twayne Publishers, ISBN 978-0-8057-6962-3.
- Greene, Donald (2000), „Introduction”,  Ур.: Greene, Donald, Political Writings, Indianapolis: Liberty Fund, ISBN 978-0-86597-275-9.
- Griffin, Dustin (2005), Patriotism and Poetry in Eighteenth-Century Britain, Cambridge: Cambridge University Press, ISBN 978-0-521-00959-1.
- Grundy, Isobel (1997), „Jane Austen and literary traditions”,  Ур.: Copeland, Edward; McMaster, Juliet, The Cambridge companion to Jane Austen, Cambridge: Cambridge University Press, стр. 189—210, ISBN 978-0-521-49867-8.
- Hawkins, John (1787), Life of Samuel Johnson, LL.D, London: J. Buckland, OCLC 173965.
- Hibbert, Christopher (1971), The Personal History of Samuel Johnson, New York: Harper & Row, ISBN 978-0-06-011879-2.
- Hitchings, Henry (2005), Dr Johnson's Dictionary: The Extraordinary Story of the Book that Defined the World, London: John Murray, ISBN 978-0-7195-6631-8.
- Hill, G. Birkbeck, ур. (1897), Johnsonian Miscellanies, London: Oxford Clarendon Press, OCLC 61906024.
- Hopewell, Sydney (1950), The Book of Bosworth School, 1320–1920, Leicester: W. Thornley & Son, OCLC 6808364.
- Johnson, Samuel (1970),  Chapman, R. W., ур., Johnson's Journey to the Western Islands of Scotland and Boswell's Journal of a Tour to the Hebrides, Oxford: Oxford University Press, ISBN 978-0-19-281072-4.
- Keymer, Thomas (1999), „Johnson, Madness, and Smart”,  Ур.: Hawes, Clement, Christopher Smart and the Enlightenment, New York, NY: St. Martin's Press, ISBN 978-0-312-21369-5.
- Lane, Margaret (1975), Samuel Johnson & his World, New York: Harper & Row Publishers, ISBN 978-0-06-012496-0.
- Lynch, Jack (2003), „Introduction to this Edition”,  Ур.: Lynch, Jack, Samuel Johnson's Dictionary, New York: Walker & Co, стр. 1—21, ISBN 978-0-8027-1421-3.
- Lynn, Steven (1997), „Johnson's critical reception”,  Ур.: Clingham, Greg, Cambridge Companion to Samuel Johnson, Cambridge: Cambridge University Press, ISBN 978-0-521-55625-5
- Martin, Peter (2008), Samuel Johnson:A Biography, Cambridge, Massachusetts: Belknap Press, ISBN 978-0-674-03160-9.
- McHenry, LC Jr (april 1967), „Samuel Johnson's tics and gesticulations”, Journal of the History of Medicine and Allied Sciences, 22 (2): 152—68, PMID 5341871, doi:10.1093/jhmas/XXII.2.152
- Meyers, J (2008), Samuel Johnson: The Struggle, Basic Books, A Member of the Perseus Books Group, ISBN 978-0-465-04571-6
- Murray, TJ (16. 6. 1979), „Dr Samuel Johnson's movement disorder”, British Medical Journal, 1 (6178), стр. 1610—14, PMC 1599158 , PMID 380753, doi:10.1136/bmj.1.6178.1610.
- Needham, John (1982), The Completest Mode, Edinburgh: Edinburgh University Press, ISBN 978-0-85224-387-9.
- Pearce, JMS (jul 1994), „Doctor Samuel Johnson: 'the Great Convulsionary' a victim of Gilles de la Tourette's syndrome”, Journal of the Royal Society of Medicine, 87 (7): 396—399, PMC 1294650 , PMID 8046726.
- Piozzi, Hester (1951),  Balderson, Katharine, ур., Thraliana: The Diary of Mrs. Hester Lynch Thrale (Later Mrs. Piozzi) 1776–1809, Oxford: Clarendon, OCLC 359617.
- Pittock, Murray (2004), „Johnson, Boswell, and their circle”,  Ур.: Keymer, Thomas; Mee, Jon, The Cambridge companion to English literature from 1740 to 1830, Cambridge: Cambridge University Press, стр. 157—172, ISBN 978-0-521-00757-3.
- Rogers, Pat (1995), Johnson and Boswell: The Transit of Caledonia, Oxford: Oxford University Press, ISBN 978-0-19-818259-7.
- Shapiro, Arthur K (1978), Gilles de la Tourette syndrome, New York: Raven Press, ISBN 978-0-89004-057-7.
- Skargon, Yvonne (1999), The Importance of Being Oscar: Lily and Hodge and Dr. Johnson, London: Primrose Academy, OCLC 56542613.
- Stern, JS; Burza, S; Robertson, MM (januar 2005), „Gilles de la Tourette's syndrome and its impact in the UK”, Postgrad Med J, 81 (951): 12—9, PMC 1743178 , PMID 15640424, doi:10.1136/pgmj.2004.023614, „It is now widely accepted that Dr Samuel Johnson had Tourette's syndrome”.
- Wain, John (1974), Samuel Johnson, New York: Viking Press, OCLC 40318001.
- Watkins, WBC (1960), Perilous Balance: The Tragic Genius of Swift, Johnson, and Sterne, Cambridge, MA: Walker-deBerry, Inc., OCLC 40318001.
- Weinbrot, Howard D. (1997), „Johnson's Poetry”,  Ур.: Clingham, Greg, Cambridge Companion to Samuel Johnson, Cambridge: Cambridge University Press, ISBN 978-0-521-55625-5.
- Wilson, Edmund (1950), „Reexamining Dr. Johnson”,  Ур.: Wilson, Edmund, Classics and Commercials, New York: Farrar, Straus & Giroux, OCLC 185571431.
- Wiltshire, John (1991), Samuel Johnson in the Medical World, Cambridge: Cambridge University Press, ISBN 978-0-521-38326-4.
- Winchester, Simon (2003), The Meaning of Everything, Oxford: Oxford University Press, ISBN 978-0-19-517500-4.
- Winters, Yvor (1943), The Anatomy of Nonsense, Norfolk, Conn.: New Directions, OCLC 191540.
- Yung, Kai Kin (1984), Samuel Johnson, 1709–84, London: Herbert Press, ISBN 978-0-906969-45-8.
- Broadley, A. M. (1909). Doctor Johnson and Mrs Thrale : Including Mrs Thrale's unpublished Journal of the Welsh Tour Made in 1774 and Much Hitherto Unpublished Correspondence of the Streatham Coterie. London: John Lane The Bodley Head.
- Fine, LG (2006), „Samuel Johnson's illnesses”, J Nephrol, 19 (Suppl 10): S110—4, PMID 16874722.
- Gopnik, Adam (8. 12. 2008), „The Critics: A Critic at Large: Man of Fetters: Dr. Johnson and Mrs. Thrale”, The New Yorker, 84 (40): 90—96, Приступљено 9. 7. 2011.
- Johnson, Samuel (1952),  Chapman, R. W., ур., Letters, Oxford: Clarendon, ISBN 0-19-818538-3.
- Johnson, Samuel (2000),  Greene, Donald, ур., Major Works, Oxford: Oxford University Press, ISBN 0-19-284042-8.
- Johnston, Freya, "I'm Coming, My Tetsie!" (review of Samuel Johnson, edited by David Womersley, Oxford, 2018,  978 0 19 960951 2, 1,344 pp.),  London Review of Books. 41 (9). Недостаје или је празан параметар |title= (помоћ) (9 May 2019), pp. 17–19.  ""His attacks on [the pursuit of originality in the writing of literature] were born of the conviction that literature ought to deal in universal truths; that human nature was fundamentally the same in every time and every place; and that, accordingly (as he put it in the 'Life of Dryden'), 'whatever can happen to man has happened so often that little remains for fancy or invention.'"  (p. 19.)
- Kammer, Thomas (2007), „Mozart in the Neurological Department: Who has the Tic?”,  Ур.: Bogousslavsky, Julien; Hennerici, M, Neurological Disorders in Famous Artists, Part 2, Frontiers of Neurology and Neuroscience, 22, Basel: Karger, стр. 184—92, ISBN 978-3-8055-8265-0, PMID 17495512, doi:10.1159/000102880.
- Leavis, FR (1944), „Johnson as Critic”, Scrutiny, 12: 187—204.
- Murray, TJ (July—August 2003), „Samuel Johnson: his ills, his pills and his physician friends”, Clin Med, 3 (4): 368—72, PMC 5351955 , PMID 12938754, doi:10.7861/clinmedicine.3-4-368 Проверите вредност парамет(а)ра за датум: |date= (помоћ).
- Sacks, Oliver (19—26 December 1992), „Tourette's syndrome and creativity”, British Medical Journal, 305 (6868): 1515—16, PMC 1884721 , PMID 1286364, doi:10.1136/bmj.305.6868.1515, „... the case for Samuel Johnson having the syndrome, though [...] circumstantial, is extremely strong and, to my mind, entirely convincing” Проверите вредност парамет(а)ра за датум: |date= (помоћ).
- Stephen, Leslie (1898), „Johnsoniana”, Studies of a Biographer, 1, London: Duckworth and Co., стр. 105—146
- Uglow, Jenny, "Big Talkers" (review of Leo Damrosch, The Club:  Johnson, Boswell, and the Friends Who Shaped an Age, Yale University Press, 473 pp.), The New York Review of Books, vol. LXVI, no. 9 (23 May 2019), pp. 26–28.

## Spoljašnje veze
- Samjuel Džonson на сајту Пројекат Гутенберг (језик: енглески)
- Samjuel Džonson на сајту Internet Archive (језик: енглески)
- Dr Johnson на сајту Internet Archive (језик: енглески)
- Samjuel Džonson на сајту LibriVox (језик: енглески)
- Life of Johnson на пројекту Гутенберг